# Contin
Contin är en ort i Storbritannien.   Den ligger i kommunen Highland och riksdelen Skottland, i den norra delen av landet, 700 km norr om huvudstaden London. Contin ligger 26 meter över havet och antalet invånare är 675.
Terrängen runt Contin är huvudsakligen kuperad, men den allra närmaste omgivningen är platt. Contin ligger nere i en dal. Runt Contin är det mycket glesbefolkat, med 4 invånare per kvadratkilometer. Närmaste större samhälle är Conon Bridge, 8,5 km öster om Contin. I omgivningarna runt Contin växer i huvudsak blandskog.